# 甲酸酯

此為甲酸酯的通用結構式。

甲酸酯，又名蟻酸酯，屬於有機化合物中的簡單羧酸酯，多為有機溶劑。其中帶有{\displaystyle {\rm {HCOO}}}基團，且多具有香氣。不過，這些香氣其中有一些亦會使人具有刺激性。

## 命名
甲酸酯的命名取決於甲酸與哪一種醇類進行酯化反應。若甲酸與Ａ醇進行酯化反應，則反應過後稱之為甲酸A酯。又，因為組成有機化合物時，氫原子可以被鹵素所取代，故命名上也會有差異。
另外，化學式為{\displaystyle {\rm {C_{n+1}H_{2n+2}O_{2}}}}，而示性式為{\displaystyle {\rm {HCOOC_{n}H_{2n+1}}}}
- 化學式和示性式中的“n”，看參與反應的醇類為何哪一種醇類而定。若為甲醇，則n=1，若為乙醇，則n=2，以此類推。

## 製備

### 反應式
由甲酸（又稱蟻酸）和醇類進行酯化反應後脫水製得。由於反應過於緩慢，故可以添加濃硫酸進行催化。有時，也會對其加熱，加快反應。
其反應式為：
{\displaystyle {\rm {HCOOH+C_{n}H_{2n+1}OH\ {\xrightarrow {H_{2}SO_{4}}}\ HCOOHC_{n}H_{2n+1}+H_{2}O}}}
- 反應式中的“n”，看參與反應的醇類為甚麼醇決定。若為甲醇，則n=1，若為乙醇，則n=2，以此類推。

以下以甲酸丙酯的反應式作為舉例：
{\displaystyle {\rm {HCOOH+C_{3}H_{7}OH\ {\xrightarrow {H_{2}SO_{4}}}\ HCOOHC_{3}H_{7}+H_{2}O}}}

### 反應過程
在甲酸和醇類進行酯化反應時，會有兩個氫原子和一個氧原子分離出變成水。而分離過程時，甲酸和醇類分別丟失了氫氧原子團，和氫原子。

## 部分成員

### 甲酸甲酯
無色有香味的易揮發液體。與乙醇混溶，溶於甲醇、乙醚。容易水解，潮濕空氣中的水分也會使其發生水解。對呼吸道、眼、鼻有較強的刺激作用，可引起胸部壓迫感、呼吸困難。

### 甲酸乙酯
無色透明有宜人芳香氣味的易揮發液體。與乙醇、乙醚混溶，易溶於丙酮。遇水逐漸分解。對眼鼻有刺激性，但毒性較甲酸甲酯稍弱。

### 甲酸丙酯
無色或淡黃色液體，具有香味。

### 甲酸丁酯
無色有水果香味的液體。微溶於水，溶於丙酮，與乙醇和乙醚等有機溶劑混溶。對醋酸纖維素、硝酸纖維素和纖維素醚有很好的溶解力。有麻醉作用和較強的刺激性，特別是對眼部的刺激作用。

### 甲酸正戊酯
無色有水果香味液體。難溶於水，與乙醇、乙醚混溶。能很好地溶解硝酸纖維素和纖維素醚類。有麻醉性。

### 甲酸異戊酯
無色透明有桑葚香味的液體。稍溶於水，與乙醇、乙醚、氯仿和石油醚混溶。易燃。有麻醉性，但較甲酸正戊酯明顯為小。

## 用途
一般利用於醫藥、殺菌；作為溶劑、香精、香料與合成中間體。